# Phyllotymolinidae
Famille
Les Phyllotymolinidae sont une famille de crabes. Elle comprend quatre espèces dans trois genres.

## Liste des genres
- Genkaia Miyake & Takeda, 1970
- Lonchodactylus Tavares & Lemaitre, 1996
- Phyllotymolinum Tavares, 1993

## Référence
- Tavares, 1998 : Phyllotymolinidae, nouvelle famille de Brachyoures Podotremata (Crustacea, Decapoda). Zoosystema, vol. 20, n. 1, p. 109–122.

## Sources
- Ng, Guinot & Davie, 2008 : Systema Brachyurorum: Part I. An annotated checklist of extant brachyuran crabs of the world. Raffles Bulletin of Zoology Supplement, n. 17, p. 1–286.
- De Grave & al., 2009 : A Classification of Living and Fossil Genera of Decapod Crustaceans. Raffles Bulletin of Zoology Supplement, n. 21, p. 1-109.